# Bitter

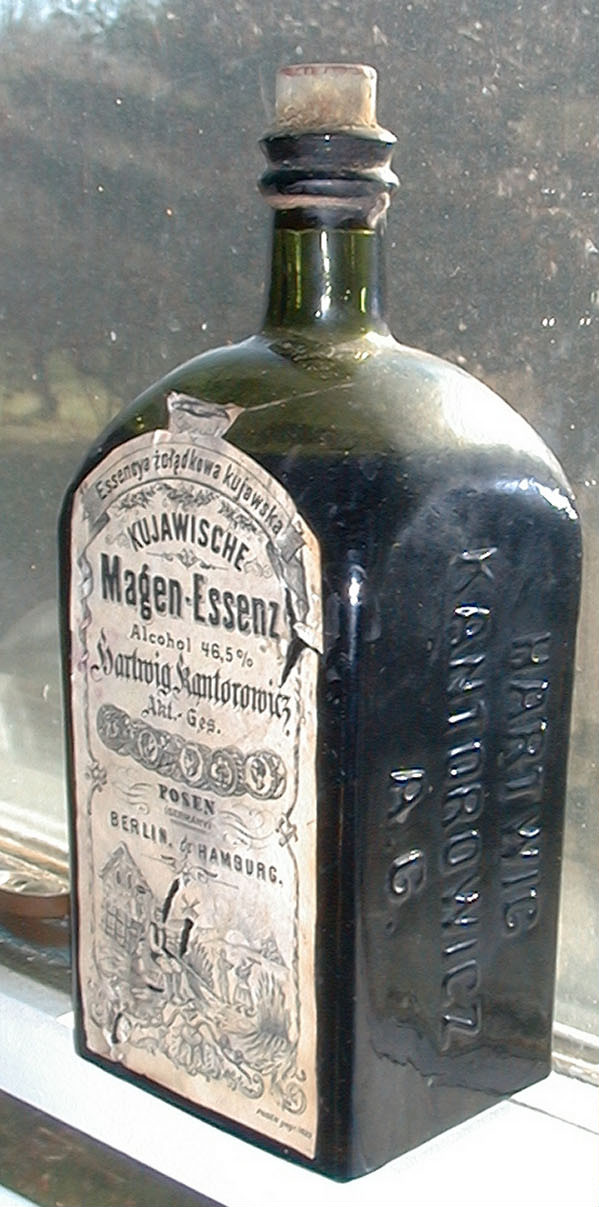
Stará láhev někdejší „Kujavské žaludeční esence“, bitteru z německého Posenu (nyní polská Poznaň)

Pojem bitter označuje alkoholický preparát ochucený rostlinnými látkami, které mu dodávají hořkou, kyselou nebo hořkosladkou chuť. Oficiální charakteristiku bitterů určuje nařízení Evropského parlamentu č. 110/2008 o definici, popisu, obchodní úpravě, označování a ochraně zeměpisných označení lihovin: „Hořké lihoviny nebo bitter jsou lihoviny s převládající hořkou chutí, vyrobené aromatizací lihu zemědělského původu přírodními nebo přírodně aromatickými látkami. Minimální obsah ethanolu v hořkých lihovinách nebo bittru je 15 % objemových.“  Mnoho značek bitterů s dlouholetou tradicí původně vzniklo jako volně prodejné léčivo. Dnes zahrnuje kategorie bitterů celou řadu velice různorodých produktů; patří do ní vše od lehce nahořklých rudých aperitivů (jako Campari) přes hořko-trpké digestivy a hořko-sladké bylinné likéry (jako Becherovka či Fernet Branca) až po tzv. koktejlové bitters, intenzivní „dochucovadla“ dávkovaná do koktejlů po kapkách (jako Angostura Bitters). Přestože tyto kapky jsou samy o sobě vesměs hořké, drinku nedodávají výraznou hořkost, ale vyváženost, větší komplexnost a hloubku chutí.

## Složení
Ingredience rostlinného původu (tzv. botanicals) používané při výrobě bitterů historicky sestávaly z aromatických bylin, kůr, kořenů nebo ovoce pro jejich chuť a léčivé vlastnosti. Mezi nejběžnější přísady patří kaskarila, kasie, hořec, pomerančová kůra či kůra chinovníku.
Většina bitterů obsahuje vodu i alkohol, který působí jako rozpouštědlo rostlinných extraktů a zároveň jako konzervant. Obsah alkoholu výsledných bitterů se výrazně liší v závislosti na konkrétní značce či druhu.

## Historie

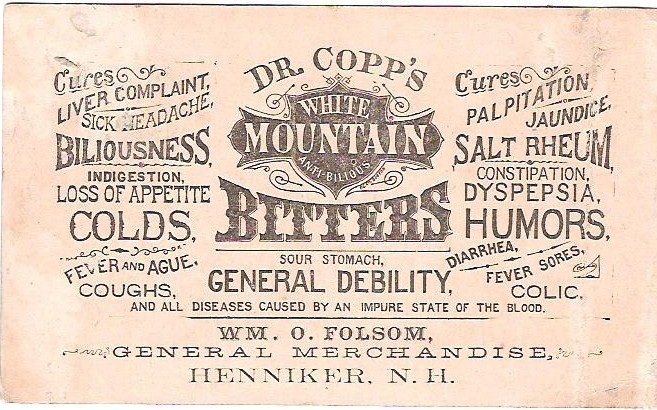
Tato reklama z roku 1883 slibovala pomoc s různými neduhy.

Původ bitterů sahá až do starověkého Egypta; už jeho obyvatelé nejspíš infuzovali víno různými léčivými bylinami. Tato praxe byla dále rozvíjena během středověku, kdy docházelo nejen k širší dostupnosti destilovaného alkoholu, ale také k obrodě farmakognozie, což umožňovalo vznik koncentrovanějších bylinných bitterů a tonik. Mnoho současných značek a stylů digestivních bitterů je založeno na bylinných žaludečních preparátech a tonikách, jejichž kořeny údajně sahají až k lékopisům a zvyklostem z období renesance.
V bývalých amerických koloniích19. století bylo po vzoru Britů nesmírně oblíbenou praxí přidávat bylinné bittery (jako preventivní medicínu) do fortifikovaných bílých vín z Kanárských ostrovů. Stejnou dobou zmiňovaly americké publikace popularní novinku zvanou koktejl, který byl v tisku poprvé definován roku 1806 jako „stimulující alkoholický nápoj složený z destilátů jakéhokoli druhu, cukru, vody a bitters“  (zde se rozumí koktejlové bitters, viz níže).
Do široké kategorie bitterů se řadí také tzv. koktejlové (nebo taky aromatické) bitters (v jejich případě je v češtině slovo bitters nesklonné, stejné v singuláru i plurálu). Z komerčních aromatických bitters, které se zrodily v první polovině 19. století, jsou těmi prvními a nejznámějšími bitters Angostura. Název nenesou podle stromu stejného jména (ani neobsahují jeho léčivou kůru), ale podle staršího označení venezuelského města Ciudad Bolívar, dříve známého jako Angostura. Vznikly v roce 1824, kdy je vyvinul původem německý lékař Johann Gottlieb Benjamin Siegert, který sloužil jako náčelník zdravotníků v armádě Simóna Bolívara, jednoho z hlavních představitelů jihoamerického boje za nezávislost na Španělsku. Siegertovy bitters plnily původně úlohu léku proti různým neduhům, mezi jinými mořské nemoci nebo žaludečním potížím. Společnost House of Angostura, kterou založil, sídlí od roku 1875 na Trinidadu a vyrábí nejen jeho bitters, ale také prémiové rumy.
Dalšími proslulými aromatickými bitters s historií sahající do 19. století jsou Peychaud's Bitters. Vyvinul je lékárník Antoine Amédée Peychaud v americkém New Orleans a nejčastěji jsou spojovány s koktejlem Sazerac, který je mnohými považován za nejstarší na světě.
Oblíbeným druhem koktejlových bitters, který se zrodil v průběhu 19. století, jsou pomerančové bitters. Nejčastěji se vyrábějí z kůry sevillských pomerančů a z koření a jejich chuť se pohybuje od suché a aromatické až po ovocnou. Pomerančové bitters jsou běžnou součástí starších koktejlových receptur. Jeden z prvních receptů na tyto bitters lze nalézt v kuchařce The English and Australian Cookery Book: „Pokud si připravíte vlastní bitters následujícím způsobem, můžeme se zaručit za jejich prvotřídní kvalitu. Jedna unce a půl kořene hořce, jedna unce a půl citronové kůry, jedna unce a půl pomerančové kůry. Tyto ingredience ponořte asi na měsíc do litru sherry, poté sceďte a přelijte do lahvičkek. Bitters jsou skvělé na žaludek, ale je třeba je používat opatrně.“
Součástí historických koktejlových receptur bývaly občas také bitters připravené ze stromové kůry obsahující antimalarický chinin. Koktejly pomáhaly zamaskovat jeho přirozenou intenzivně hořkou chuť. Stopové množství chininu je běžně obsažené v tonicích, které se většinou používají v drincích s ginem.
Průkopnický mixolog Jerry Thomas byl do značné míry zodpovědný za zvýšení popularity koktejlových bitters ve Spojených státech, když v roce 1862 vydal svou knihu How to Mix Drinks or The Bon-Vivant's Companion .

## Aperitivní a digestivní bittery
Mezi aperitivní bittery lze zařadit ty s obvykle nižším obsahem alkoholu (zhruba mezi 15 a 20 %) a nezřídka ostře rudou barvou (klasickým představitelem je Campari). Intuitivně by se sem hodil i známý Aperol, který ovšem kvůli nízkému obsahu alkoholu (11 %) mezi bittery nepatří. Skupina digestivních bitterů je jednoznačně nejrozsáhlejší. Většinou zahrnuje bittery s vyšším obsahem alkoholu (zhruba kolem 40 %), které se servírují obvykle buď čisté, vychlazené či na ledu, případně jako jednoduchý long drink. Mnoho z nich, včetně populárních italských bylinných likérů amaro a německých kräuterlikör, se často používá také v koktejlech.
Některé významné příklady moderních aperitivních a digestivních bitterů zahrnují:
- Amaro di Angostura (Port of Spain, Trinidad a Tobago)
- Amaro Lucano (Pisticci, Itálie)
- Averna (Caltanisetta, Itálie)
- Becherovka (Karlovy Vary, Česko)
- Campari (Novara, Itálie)
- Cynar (Padova, Itálie)
- Fernet Branca (Milán, Itálie)
- Fernet Stock (Plzeň, Česko)
- Gammel Dansk (Dánsko)
- Jägermeister (Wolfenbüttel, Německo)
- Ramazzotti (Asti, Itálie)
- Riga Black Balsam (Lotyšsko)
- Unicum (Maďarsko)

## Koktejlové bitters

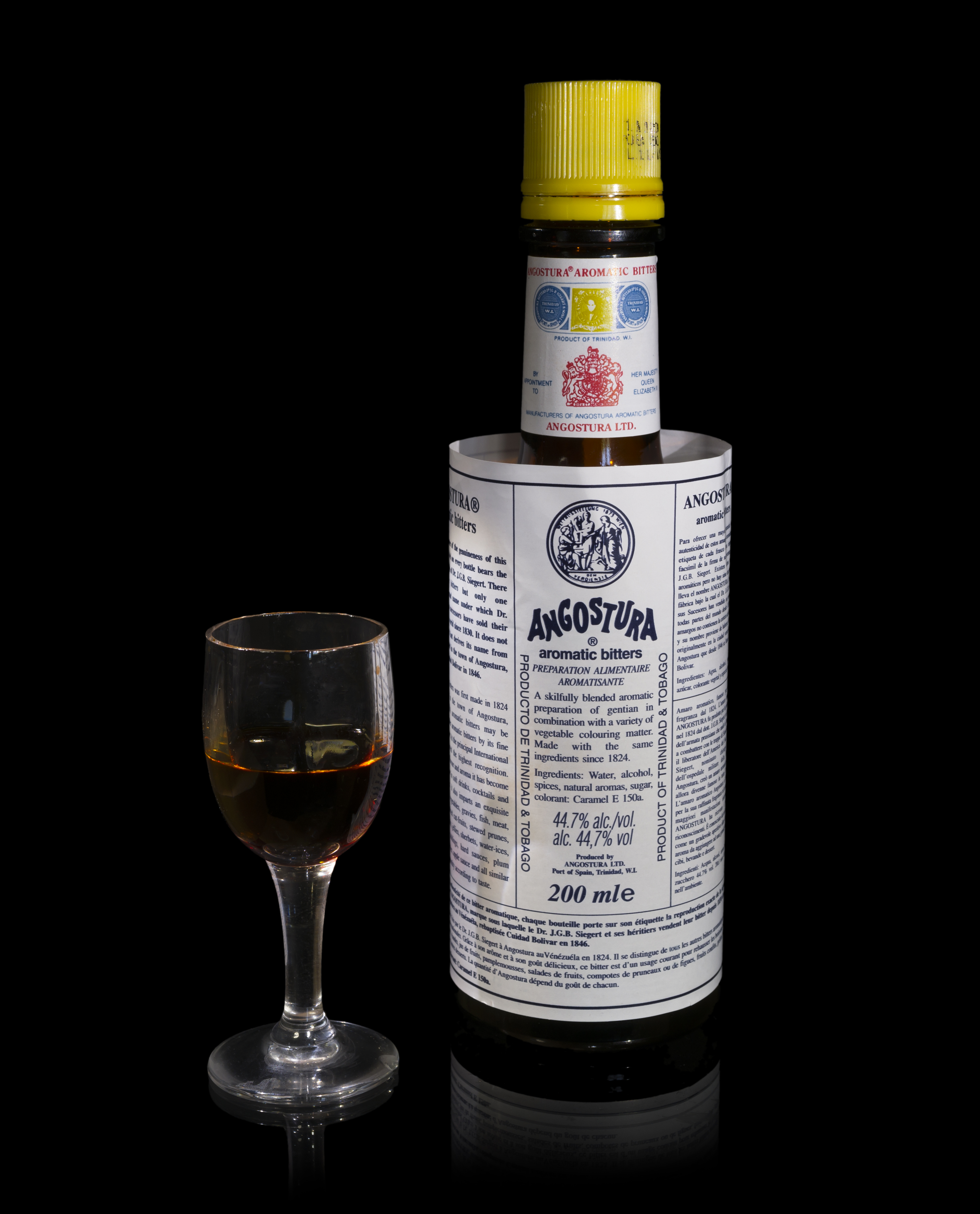
Lahvička Angostura Aromatic Bitters s charakteristickou, nadměrně velkou etiketou

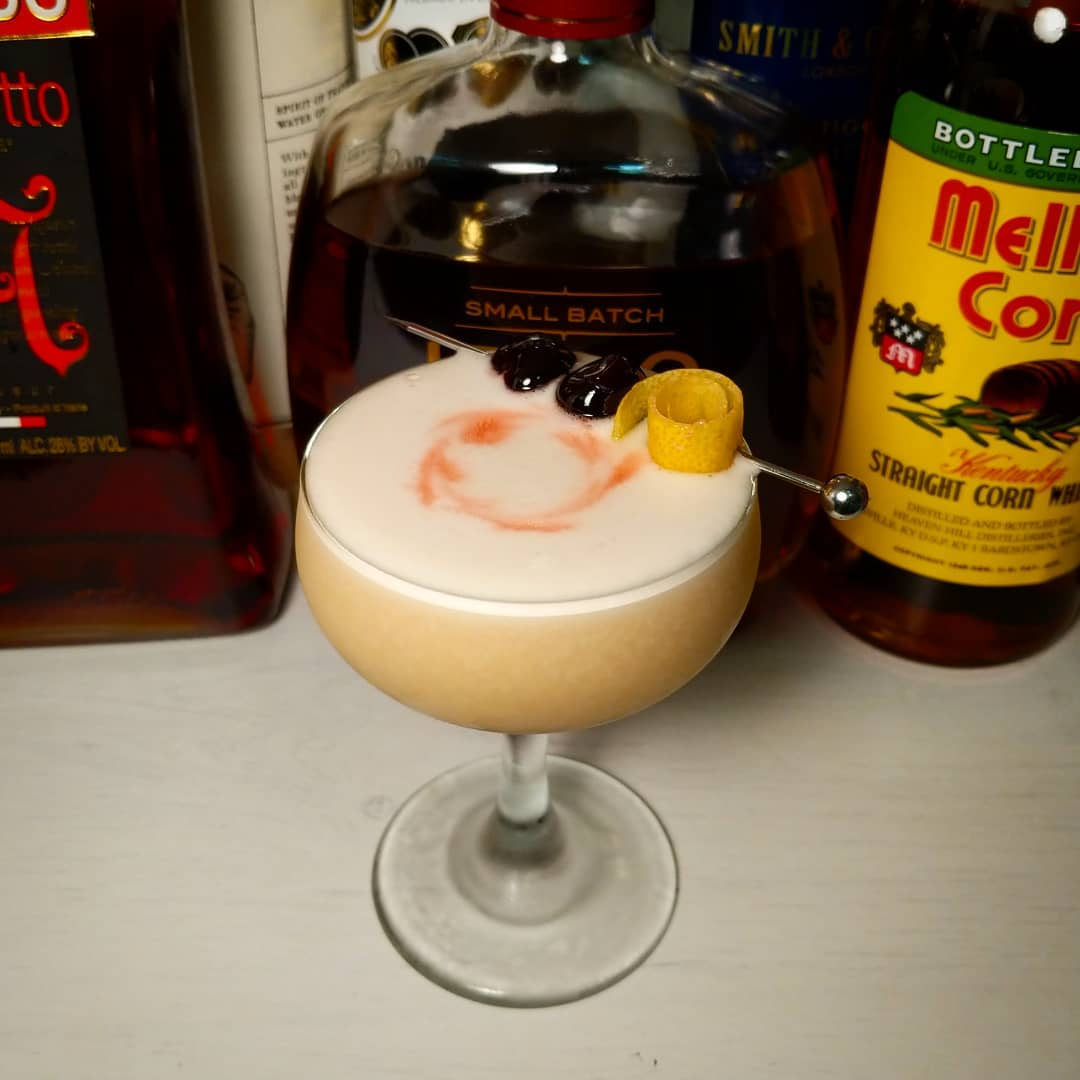
Koktejl Whiskey Sour podávaný s kapkami Peychaud's Bitters zamíchanými do pěny (z vaječného bílku).

Koktejlové bitters (v jejich případě je v češtině slovo bitters nesklonné, stejné v singuláru i plurálu) se používají především k dochucování koktejlů po kapkách nebo střicích. Jedná se o malé lahvičky s tekutinou velmi výrazné a intenzivní chuti, vůně a vesměs i barvy, které znají především barmani. Bitters stály u zrodu koktejlu a klasickou mixologii si bez nich nelze vůbec představit. Zajímavostí je, že přestože obsahují bitters alkohol, využívají se také při přípravě nealkoholických, respektive výrazně nízkoalkoholických drinků; pár kapek bitters takřka neovlivní podíl alkoholu výsledného koktejlu.
Aromatické bitters mají využití také v kuchyni; dodají další úroveň chutí sladkým i slaným jídlům. Přidávají se např. do marinád, omáček, remulád, dresinků, do pokrmů s mořskými plody, čokoládou, do sušenek, koláčů či dortů.
Mezi významné příklady koktejlových bitters patří:
- Angostura Bitters - nejznámější a nejstarší koktejlové bitters na trhu[19]; vznik v tehdy stejnojmenném městě Venezuely (dnes Ciudad Bolívar) v roce 1824, od roku 1875 vyráběny v trinidadském Port of Spain.[20] Nejznámější jsou původní Angostura Aromatic Bitters, v současnosti ale existují další dvě verze, pomerančové Angostura Orange Bitters a kakaové Angostura Cocoa Bitters.[21]
- Peychaud's Bitters - původně z New Orleans, ale nyní se vyrábí v Kentucky; Angostura a Peychaud's jsou jedinými koktejlovými bitters, které přestály období prohibice v USA ve 20. letech 20. století.
- Boker's Bitters - uvedeny v mnoha drincích v koktejlovém průvodci Jerryho Thomase [22]; značka během americké prohibice ve 20. letech 20. století zanikla.[23]
- Regan's Orange Bitters No. 6 - jeden z nejvýznamnějších zástupců pomerančových bitters; na trhu od roku 2005.[24]